# مقراق
مقراق إحدى القرى اللبنانية من قرى قضاء بعلبك في محافظة بعلبك الهرمل.